# مرحلة المجموعات في دوري أبطال آسيا 2020
ستقام مرحلة المجموعات في دوري أبطال آسيا 2020 في الفترة من 10 فبراير إلى 27 مايو 2020. سيتنافس 32 فريقًا في مرحلة المجموعات لتحديد 16 مكانًا والتأهل إلى مرحلة خروج المغلوب في دوري أبطال آسيا 2020 .

## جدول
الجدول الزمني لكل الجولات على النحو التالي.
- تُقام المباريات غرب آسيا يومي الاثنين والثلاثاء (مجموعتان في كل يوم).
- تُقام المباريات شرق آسيا يومي الثلاثاء والأربعاء (مجموعتان في كل يوم).

| الجولة   | التاريخ           | الفرق                                             |
| -------- | ----------------- | ------------------------------------------------- |
| الجولة 1 | 10-12 فبراير 2020 | الفريق 1 مقابل الفريق 4 ، الفريق 3 مقابل الفريق 2 |
| الجولة 2 | 17-19 فبراير 2020 | الفريق 4 مقابل الفريق 3 ، الفريق 2 مقابل الفريق 1 |
| الجولة 3 | 2-4 مارس 2020     | الفريق 4 مقابل الفريق 2 ، الفريق 1 مقابل الفريق 3 |
| الجولة 4 | 6-8 أبريل 2020    | الفريق 2 مقابل الفريق 4 ، الفريق 3 مقابل الفريق 1 |
| الجولة 5 | 20-22 أبريل 2020  | الفريق 4 مقابل الفريق 1 ، الفريق 2 مقابل الفريق 3 |
| الجولة 6 | 4-6 مايو 2020     | الفريق 1 مقابل الفريق 2 ، الفريق 3 مقابل الفريق 4 |

## المجموعات

### المجموعة A
| م | الفريق        | لعب | ف | ت | خ | أ.له | أ.ع | أ.ف | نقاط | التأهل    |  | الأهلي | استقلال طهران | الشرطة    | الوحدة    |
| - | ------------- | --- | - | - | - | ---- | --- | --- | ---- | --------- |  | ------ | ------------- | --------- | --------- |
| 1 | الأهلي        | 4   | 2 | 0 | 2 | 4    | 6   | −2  | 6    | دور الـ16 |  | —      | 2–1           | 1–0       | 20 سبتمبر |
| 2 | استقلال طهران | 4   | 1 | 2 | 1 | 6    | 4   | +2  | 5    | دور الـ16 |  | 3–0    | —             | 1–1       | 17 سبتمبر |
| 3 | الشرطة        | 4   | 1 | 2 | 1 | 4    | 4   | 0   | 5    |           |  | 2–1    | 1–1           | —         | 0–1       |
| 4 | الوحدة        | 0   | 0 | 0 | 0 | 0    | 0   | 0   | 0    | انسحب     |  | 1–1    | 14 سبتمبر     | 23 سبتمبر | —         |

1. 1 2  أهداف المواجهة وجها لوجة خارج الأرض: الاستقلال 1، الشرطة 0
2. ↑  الوحدة لم يتمكن من السفر إلى قطر للعب المباريات الأربع الأخيرة من دور المجموعات بسبب إصابة العديد من أعضاء الفريق بفيروس كورونا.[3] اُعتبروا منسحبين من البطولة، وجميع المباريات السابقة التي لعبها الوحدة تعتبر "لاغية وباطلة" ولن تؤخذ في الاعتبار عند تحديد الترتيب النهائي للمجموعة.[4]

| الشرطة             | 1–1                      | استقلال طهران          |
| ------------------ | ------------------------ | ---------------------- |
| - Faez 48' (ركلة.) | Live Report Stats Report | - حسام كاظم 24' (ه.ذ.) |

| الوحدة             | ألغيت (1–1)              | الأهلي                 |
| ------------------ | ------------------------ | ---------------------- |
| - تشانغ وو ريم 90' | Live Report Stats Report | - عبد الفتاح عسيري 60' |

| الشرطة | ألغيت (0–1)              | الوحدة                |
| ------ | ------------------------ | --------------------- |
|        | Live Report Stats Report | - بول-جوزيه مبوكو 88' |

| الأهلي                          | 2–1                      | استقلال طهران           |
| ------------------------------- | ------------------------ | ----------------------- |
| - سلمان المؤشر 17' (ركلة.)، 29' | Live Report Stats Report | - أمير أرسلان مطهري 22' |

| الأهلي            | 1–0                      | الشرطة |
| ----------------- | ------------------------ | ------ |
| - ماركو مارين 87' | Live Report Stats Report |        |

| الوحدة | ألغيت                    | استقلال طهران |
| ------ | ------------------------ | ------------- |
|        | Live Report Stats Report |               |

| الشرطة                         | 2–1                      | الأهلي            |
| ------------------------------ | ------------------------ | ----------------- |
| - سعد ناطق 14' - مازن فياض 65' | Live Report Stats Report | - محمد المجحد 56' |

| استقلال طهران | ألغيت                    | الوحدة |
| ------------- | ------------------------ | ------ |
|               | Live Report Stats Report |        |

| الأهلي | ألغيت                    | الوحدة |
| ------ | ------------------------ | ------ |
|        | Live Report Stats Report |        |

| استقلال طهران           | 1–1                      | الشرطة          |
| ----------------------- | ------------------------ | --------------- |
| - أمير أرسلان مطهري 68' | Live Report Stats Report | - مازن فياض 26' |

| الوحدة | ألغيت                    | الشرطة |
| ------ | ------------------------ | ------ |
|        | Live Report Stats Report |        |

| استقلال طهران                                      | 3–0                      | الأهلي |
| -------------------------------------------------- | ------------------------ | ------ |
| - مهدي قائدي 29' - علي كريمي 38' - شيخ دياباتي 54' | Live Report Stats Report |        |

### المجموعة B
| م | الفريق      | لعب | ف | ت | خ | أ.له | أ.ع | أ.ف | نقاط | التأهل    |  | باختاكور | شباب الأهلي | شهر خودرو | الهلال |
| - | ----------- | --- | - | - | - | ---- | --- | --- | ---- | --------- |  | -------- | ----------- | --------- | ------ |
| 1 | باختاكور    | 4   | 3 | 1 | 0 | 6    | 1   | +5  | 10   | دور الـ16 |  | —        | 2–1         | 3–0       | 0–0    |
| 2 | شباب الأهلي | 4   | 2 | 1 | 1 | 3    | 2   | +1  | 7    | دور الـ16 |  | 0–0      | —           | 1–0       | 1–2    |
| 3 | شهر خودرو   | 4   | 0 | 0 | 4 | 0    | 6   | −6  | 0    |           |  | 0–1      | 0–1         | —         | 0–0    |
| 4 | الهلال      | 0   | 0 | 0 | 0 | 0    | 0   | 0   | 0    | انسحب     |  | 2–1      | 23 سبتمبر   | 2–0       | —      |

1. ↑  لم يتمكن الهلال من خوض مباراته الأخيرة من دور المجموعات ضد شباب الأهلي بسبب عدم وجود سوى 11 لاعبًا متبقيًا مع الفريق المتبقي. وعدم تقديم اللائحة المطلوبة التي تضم 13 لاعباً من أجل خوض المباراة ضمن المجموعة الثانية في دوري أبطال آسيا لمنطقة الغرب، أمام شباب الأهلي دبي الإماراتي نتيجة اختبار الأعضاء الإيجابية لـ  كورونا-19، بالتالي تم اعتباره منسحبًا من البطولة،  بحسب المادة 4.3 من اللوائح الخاصة لبطولات الاتحاد الآسيوي لكرة القدم خلال جائحة كوفيد-19 واعتبار جميع المباريات السابقة التي لعبها الهلال "لاغية وغير محتسبة" ولن تؤخذ في الاعتبار في تحديد الترتيب النهائي للمجموعة.[12]

| باختاكور طشقند                         | 2–1                      | نادي شباب الأهلي  |
| -------------------------------------- | ------------------------ | ----------------- |
| - جلال الدين ماشاريبوف 18' - Ćeran 70' | Live Report Stats Report | - بيدرو كوندي 67' |

| نادي الهلال                              | ألغيت (2–0)              | نادي شهر خودرو |
| ---------------------------------------- | ------------------------ | -------------- |
| - أندريه كاريو 45' - بافيتيمبي غوميز 69' | Live Report Stats Report |                |

| باختاكور طشقند                        | 3–0                      | نادي شهر خودرو |
| ------------------------------------- | ------------------------ | -------------- |
| - إيغور سيرغييف 56'، 59' - Azamov 87' | Live Report Stats Report |                |

| نادي شباب الأهلي | ألغيت (1–2)              | نادي الهلال                |
| ---------------- | ------------------------ | -------------------------- |
| - يوسف جابر 24'  | Live Report Stats Report | - بافيتيمبي غوميز 36'، 72' |

| نادي شباب الأهلي    | 1–0                      | نادي شهر خودرو |
| ------------------- | ------------------------ | -------------- |
| - حارب عبد الله 75' | Live Report Stats Report |                |

| نادي الهلال                                    | ألغيت (2–1)              | باختاكور طشقند     |
| ---------------------------------------------- | ------------------------ | ------------------ |
| - سيباستيان جيوفينكو 45+2' - هتان باهبري 90+7' | Live Report Stats Report | - إرين دردييوك 70' |

| نادي شهر خودرو | 0–1                      | نادي شباب الأهلي  |
| -------------- | ------------------------ | ----------------- |
|                | Live Report Stats Report | - بيدرو كوندي 83' |

| باختاكور طشقند | ألغيت (0–0)              | نادي الهلال |
| -------------- | ------------------------ | ----------- |
|                | Live Report Stats Report |             |

| نادي شهر خودرو | ألغيت (0–0)              | نادي الهلال |
| -------------- | ------------------------ | ----------- |
|                | Live Report Stats Report |             |

| نادي شباب الأهلي | 0–0                      | باختاكور طشقند |
| ---------------- | ------------------------ | -------------- |
|                  | Live Report Stats Report |                |

| نادي الهلال | ألغيت                    | نادي شباب الأهلي |
| ----------- | ------------------------ | ---------------- |
|             | Live Report Stats Report |                  |

| نادي شهر خودرو | 0–1                      | باختاكور طشقند             |
| -------------- | ------------------------ | -------------------------- |
|                | Live Report Stats Report | - جلال الدين ماشاريبوف 65' |

### المجموعة C
| م | الفريق   | لعب | ف | ت | خ | أ.له | أ.ع | أ.ف | نقاط | التأهل    |     | برسبوليس | التعاون | الدحيل | الشارقة |
| - | -------- | --- | - | - | - | ---- | --- | --- | ---- | --------- | --- | -------- | ------- | ------ | ------- |
| 1 | برسبوليس | 6   | 3 | 1 | 2 | 8    | 5   | +3  | 10   | دور الـ16 |     | —        | 1–0     | 0–1    | 4–0     |
| 2 | التعاون  | 6   | 3 | 0 | 3 | 4    | 8   | −4  | 9    | دور الـ16 |     | 0–1      | —       | 2–0    | 0–6     |
| 3 | الدحيل   | 6   | 3 | 0 | 3 | 7    | 8   | −1  | 9    |           |     | 2–0      | 0–1     | —      | 2–1     |
| 4 | الشارقة  | 6   | 2 | 1 | 3 | 13   | 11  | +2  | 7    |           | 2–2 | 0–1      | 4–2     | —      |         |

1. 1 2  تأهل التعاون بسبب تفوقه في المواجهات المباشرة.

| نادي الدحيل                                  | 2–0                      | نادي برسبوليس |
| -------------------------------------------- | ------------------------ | ------------- |
| - ماريو ماندجوكيتش 5' - ايدميلسون جونيور 13' | Live Report Stats Report |               |

| نادي الشارقة | 0–1                      | نادي التعاون     |
| ------------ | ------------------------ | ---------------- |
|              | Live Report Stats Report | - فيصل درويش 34' |

| نادي الشارقة                                  | 2–2                      | نادي برسبوليس         |
| --------------------------------------------- | ------------------------ | --------------------- |
| - محمد خلفان المسماري 25' - ريان مينديز 45+1' | Live Report Stats Report | - علي علي بور 9'، 27' |

| نادي التعاون                                | 2–0                      | نادي الدحيل |
| ------------------------------------------- | ------------------------ | ----------- |
| - محمد السهلاوي 34' - عبد المجيد السواط 55' | Live Report Stats Report |             |

| نادي الدحيل                   | 2–1                      | نادي الشارقة                 |
| ----------------------------- | ------------------------ | ---------------------------- |
| - Ali 41' - رامين رضائيان 51' | Live Report Stats Report | - ايجور كورونادو 58' (ركلة.) |

| نادي برسبوليس        | 1–0                      | نادي التعاون |
| -------------------- | ------------------------ | ------------ |
| - شجاع خليل زاده 83' | Live Report Stats Report |              |

| نادي الشارقة                                                                 | 4–2                      | نادي الدحيل                     |
| ---------------------------------------------------------------------------- | ------------------------ | ------------------------------- |
| - خالد با وزير 18' - ماجد سرور 62' - ايجور كورونادو 75' (ركلة.) - Caio 90+1' | Live Report Stats Report | - عبد الله الأحرق 12' - Ali 70' |

| نادي التعاون | 0–1                      | نادي برسبوليس          |
| ------------ | ------------------------ | ---------------------- |
|              | Live Report Stats Report | - بشار رسن 48' (ركلة.) |

| نادي برسبوليس | 0–1                      | نادي الدحيل       |
| ------------- | ------------------------ | ----------------- |
|               | Live Report Stats Report | - Ali 60' (ركلة.) |

| نادي التعاون | 0–6                      | نادي الشارقة                                                                     |
| ------------ | ------------------------ | -------------------------------------------------------------------------------- |
|              | Live Report Stats Report | - سيف راشد 45+1' - ويليتون سواريز 49'، 57'، 61' - محمد عبد الباسط 54' - Caio 68' |

| نادي الدحيل | 0–1                      | نادي التعاون |
| ----------- | ------------------------ | ------------ |
|             | Live Report Stats Report | - Duke 86'   |

| نادي برسبوليس                                                        | 4–0                      | نادي الشارقة |
| -------------------------------------------------------------------- | ------------------------ | ------------ |
| - شجاع خليل زاده 2' - عيسى آل كثير 41' - وحيد أميري 44' - Abdi 90+1' | Live Report Stats Report |              |

### المجموعة D
| م | الفريق        | لعب | ف | ت | خ | أ.له | أ.ع | أ.ف | نقاط | التأهل    |     | النصر | السد | سباهان | العين |
| - | ------------- | --- | - | - | - | ---- | --- | --- | ---- | --------- | --- | ----- | ---- | ------ | ----- |
| 1 | النصر         | 6   | 3 | 2 | 1 | 9    | 5   | +4  | 11   | دور الـ16 |     | —     | 2–2  | 2–0    | 0–1   |
| 2 | السد          | 6   | 2 | 3 | 1 | 14   | 8   | +6  | 9    | دور الـ16 |     | 1–1   | —    | 3–0    | 4–0   |
| 3 | سباهان أصفهان | 6   | 2 | 1 | 3 | 6    | 8   | −2  | 7    |           |     | 0–2   | 2–1  | —      | 0–0   |
| 4 | العين         | 6   | 1 | 2 | 3 | 5    | 13  | −8  | 5    |           | 1–2 | 3–3   | 0–4  | —      |       |

| نادي العين | 0–4                      | نادي سباهان أصفهان                                                                 |
| ---------- | ------------------------ | ---------------------------------------------------------------------------------- |
|            | Live Report Stats Report | - محمد موهيبي 38' - كيروس ستانلي سواريس فيراز 46' - سروش رفيعي 52' - محمد طيبي 78' |

| نادي النصر                                       | 2–2                      | نادي السد                                      |
| ------------------------------------------------ | ------------------------ | ---------------------------------------------- |
| - عبد الرزاق حمد الله 7' - عبد الرحمن العبيد 53' | Live Report Stats Report | - عبد الإله العمري 9' (ه.ذ.) - حسن الهيدوس 48' |

| نادي العين      | 1–2                      | نادي النصر                          |
| --------------- | ------------------------ | ----------------------------------- |
| - عمر ياسين 18' | Live Report Stats Report | - Ali 57' - عبد الرزاق حمد الله 80' |

| نادي السد                         | 3–0                      | نادي سباهان أصفهان |
| --------------------------------- | ------------------------ | ------------------ |
| - Afif 51' - حسن الهيدوس 72'، 78' | Live Report Stats Report |                    |

| نادي العين                                                   | 3–3                      | نادي السد                                         |
| ------------------------------------------------------------ | ------------------------ | ------------------------------------------------- |
| - Laba 5' - باويرزهان إسلام خان 38' - بوعلام خوخي 67' (ه.ذ.) | Live Report Stats Report | - Afif 35' - سانتي كازورلا 55' - بغداد بونجاح 60' |

| نادي سباهان أصفهان | 0–2                      | نادي النصر                     |
| ------------------ | ------------------------ | ------------------------------ |
|                    | Live Report Stats Report | - عبد الرزاق حمد الله 29'، 48' |

| نادي السد                                               | 4–0                      | نادي العين |
| ------------------------------------------------------- | ------------------------ | ---------- |
| - بغداد بونجاح 26'، 70' - Afif 56' - رودريغو تاباتا 86' | Live Report Stats Report |            |

| نادي النصر                           | 2–0                      | نادي سباهان أصفهان |
| ------------------------------------ | ------------------------ | ------------------ |
| - Madu 32' - عبد الرزاق حمد الله 41' | Live Report Stats Report |                    |

| نادي السد          | 1–1                      | نادي النصر        |
| ------------------ | ------------------------ | ----------------- |
| - بغداد بونجاح 87' | Live Report Stats Report | - خالد الغنام 22' |

| نادي سباهان أصفهان | 0–0                      | نادي العين |
| ------------------ | ------------------------ | ---------- |
|                    | Live Report Stats Report |            |

| نادي سباهان أصفهان                    | 2–1                      | نادي السد |
| ------------------------------------- | ------------------------ | --------- |
| - رضا ميرزايي 14' - سجاد شهبازاده 53' | Live Report Stats Report | - Ali 82' |

| نادي النصر | 0–1                      | نادي العين |
| ---------- | ------------------------ | ---------- |
|            | Live Report Stats Report | - Laba 19' |

### المجموعة E
| م | الفريق          | لعب | ف | ت | خ | أ.له | أ.ع | أ.ف | نقاط | التأهل    |     | بكين | ملبورن | سول | شيانجري |
| - | --------------- | --- | - | - | - | ---- | --- | --- | ---- | --------- | --- | ---- | ------ | --- | ------- |
| 1 | بكين غوان       | 6   | 5 | 1 | 0 | 12   | 4   | +8  | 16   | دور الـ16 |     | —    | 3–1    | 3–1 | 1–1     |
| 2 | ملبورن فيكتوري  | 6   | 2 | 1 | 3 | 6    | 9   | −3  | 7    | دور الـ16 |     | 0–2  | —      | 2–1 | 1–0     |
| 3 | سول             | 6   | 2 | 0 | 4 | 10   | 9   | +1  | 6    |           |     | 1–2  | 1–0    | —   | 5–0     |
| 4 | شيانجري يونايتد | 6   | 1 | 2 | 3 | 5    | 11  | −6  | 5    |           | 0–1 | 2–2  | 2–1    | —   |         |

| نادي ملبورن فيكتوري         | 1–0                      | نادي شيانج ري يونايتد |
| --------------------------- | ------------------------ | --------------------- |
| - أولا تويفونين 25' (ركلة.) | Live Report Stats Report |                       |

| نادي سول          | 1–0                      | نادي ملبورن فيكتوري |
| ----------------- | ------------------------ | ------------------- |
| - باك تشو يونغ 8' | Live Report Stats Report |                     |

| نادي شيانج ري يونايتد | 0–1                      | نادي بكين سينوبو غوان |
| --------------------- | ------------------------ | --------------------- |
|                       | Live Report Stats Report | - Wang Ziming 23'     |

| نادي سول                   | 1–2                      | نادي بكين سينوبو غوان                |
| -------------------------- | ------------------------ | ------------------------------------ |
| - باك تشو يونغ 66' (ركلة.) | Live Report Stats Report | - فرناندو لوكاس مارتنز 8' - Alan 60' |

| نادي بكين سينوبو غوان                             | 3–1                      | نادي ملبورن فيكتوري |
| ------------------------------------------------- | ------------------------ | ------------------- |
| - ريناتو أوغوستو 22' - Alan 34' - Wang Ziming 74' | Live Report Stats Report | - Iannucci 78'      |

| نادي سول                                                                        | 5–0                      | نادي شيانج ري يونايتد |
| ------------------------------------------------------------------------------- | ------------------------ | --------------------- |
| - Han Seung-gyu 20' - Jung Han-min 54' - Yun Ju-tae 67'، 71' - Lee In-gyu 90+2' | Live Report Stats Report |                       |

| نادي ملبورن فيكتوري | 0–2                      | نادي بكين سينوبو غوان                 |
| ------------------- | ------------------------ | ------------------------------------- |
|                     | Live Report Stats Report | - جوناتان فييرا 9' - Zhang Yuning 35' |

| نادي شيانج ري يونايتد | 2–1                      | نادي سول           |
| --------------------- | ------------------------ | ------------------ |
| - Bill 40'، 89'       | Live Report Stats Report | - باك تشو يونغ 59' |

| نادي بكين سينوبو غوان                                         | 3–1                      | نادي سول         |
| ------------------------------------------------------------- | ------------------------ | ---------------- |
| - جوناتان فييرا 23' - ريناتو أوغوستو 43' - Zhang Yuning 90+3' | Live Report Stats Report | - Yun Ju-tae 89' |

| نادي شيانج ري يونايتد        | 2–2                      | نادي ملبورن فيكتوري                     |
| ---------------------------- | ------------------------ | --------------------------------------- |
| - Sivakorn 47' - Verzura 82' | Live Report Stats Report | - جيك بريمر 8' (ركلة.) - بين فولامي 27' |

| نادي ملبورن فيكتوري                      | 2–1                      | نادي سول             |
| ---------------------------------------- | ------------------------ | -------------------- |
| - ماركو روخاس 5' - جيك بريمر 23' (ركلة.) | Live Report Stats Report | - Hwang Hyun-soo 64' |

| نادي بكين سينوبو غوان | 1–1                      | نادي شيانج ري يونايتد |
| --------------------- | ------------------------ | --------------------- |
| - Alan 76'            | Live Report Stats Report | - Ekanit 55'          |

### المجموعة F
| م | الفريق                  | لعب | ف | ت | خ | أ.له | أ.ع | أ.ف | نقاط | التأهل    |     | أولسان هيونداي | طوكيو | شانغهاي شينهوا | برث غلوري |
| - | ----------------------- | --- | - | - | - | ---- | --- | --- | ---- | --------- | --- | -------------- | ----- | -------------- | --------- |
| 1 | أولسان هيونداي          | 6   | 5 | 1 | 0 | 14   | 5   | +9  | 16   | دور الـ16 |     | —              | 1–1   | 3–1            | 2–0       |
| 2 | طوكيو                   | 6   | 3 | 1 | 2 | 6    | 5   | +1  | 10   | دور الـ16 |     | 1–2            | —     | 0–1            | 1–0       |
| 3 | شانغهاي غرينلاند شينهوا | 6   | 2 | 1 | 3 | 9    | 13  | −4  | 7    |           |     | 1–4            | 1–2   | —              | 3–3       |
| 4 | برث غلوري               | 6   | 0 | 1 | 5 | 5    | 11  | −6  | 1    |           | 1–2 | 0–1            | 1–2   | —              |           |

| أولسان هيونداي                           | 1–1                      | نادي طوكيو           |
| ---------------------------------------- | ------------------------ | -------------------- |
| - أديلتون دوس سانتوس دا سيلفا 82' (ه.ذ.) | Live Report Stats Report | - دييغو أوليفيرا 64' |

| نادي طوكيو    | 1–0                      | نادي برث غلوري |
| ------------- | ------------------------ | -------------- |
| - لياندرو 82' | Live Report Stats Report |                |

| نادي برث غلوري       | 1–2                      | شانغهاي غرينلاند شينهوا         |
| -------------------- | ------------------------ | ------------------------------- |
| - Aspropotamitis 81' | Live Report Stats Report | - بينغ زينلي 7' - يو هانشاو 38' |

| أولسان هيونداي                           | 3–1                      | شانغهاي غرينلاند شينهوا |
| ---------------------------------------- | ------------------------ | ----------------------- |
| - يون بيت غارام 19'، 41' - كيم كي هي 63' | Live Report Stats Report | - زهو جيانروغ 89'       |

| نادي طوكيو | 0–1                      | شانغهاي غرينلاند شينهوا |
| ---------- | ------------------------ | ----------------------- |
|            | Live Report Stats Report | - يو هانشاو 72' (ركلة.) |

| نادي برث غلوري | 1–2                      | أولسان هيونداي                          |
| -------------- | ------------------------ | --------------------------------------- |
| - Stynes 71'   | Live Report Stats Report | - كيم إن سونغ 89' - جونيور نيغراو 90+3' |

| أولسان هيونداي                        | 2–0                      | نادي برث غلوري |
| ------------------------------------- | ------------------------ | -------------- |
| - كيم إن سونغ 87' - جونيور نيغراو 89' | Live Report Stats Report |                |

| شانغهاي غرينلاند شينهوا | 1–2                      | نادي طوكيو              |
| ----------------------- | ------------------------ | ----------------------- |
| - جيوفاني مورينو 86'    | Live Report Stats Report | - لياندرو 61' - Abe 82' |

| نادي طوكيو         | 1–2                      | أولسان هيونداي           |
| ------------------ | ------------------------ | ------------------------ |
| - كينسوكي ناغاي 1' | Live Report Stats Report | - يون بيت غارام 44'، 85' |

| شانغهاي غرينلاند شينهوا                   | 3–3                      | نادي برث غلوري                                                   |
| ----------------------------------------- | ------------------------ | ---------------------------------------------------------------- |
| - جيوفاني مورينو 62'، 72' - يو هانشاو 73' | Live Report Stats Report | - برونو فورنارولي 45+2' - Armiento 58' - نيل كيلكيني 86' (ركلة.) |

| نادي برث غلوري | 0–1                      | نادي طوكيو                       |
| -------------- | ------------------------ | -------------------------------- |
|                | Live Report Stats Report | - أديلتون دوس سانتوس دا سيلفا 8' |

| شانغهاي غرينلاند شينهوا | 1–4                      | أولسان هيونداي                                                    |
| ----------------------- | ------------------------ | ----------------------------------------------------------------- |
| - Bi Jinhao 60'         | Live Report Stats Report | - Park Jeong-in 3' - Lee Sang-heon 24' - Johnsen 75' (ركلة.)، 90' |

### المجموعة G
| م | الفريق                | لعب | ف | ت | خ | أ.له | أ.ع | أ.ف | نقاط | التأهل    |  | فيسيل كوبه | سوون | غوانغجو   | جوهور     |
| - | --------------------- | --- | - | - | - | ---- | --- | --- | ---- | --------- |  | ---------- | ---- | --------- | --------- |
| 1 | فيسيل كوبه            | 4   | 2 | 0 | 2 | 4    | 5   | −1  | 6    | دور الـ16 |  | —          | 0–2  | 0–2       | 5–1       |
| 2 | سوون سامسونغ بلووينغز | 4   | 1 | 2 | 1 | 3    | 2   | +1  | 5    | دور الـ16 |  | 0–1        | —    | 0–0       | 25 نوفمبر |
| 3 | غوانغجو إفرغراند      | 4   | 1 | 2 | 1 | 4    | 4   | 0   | 5    |           |  | 1–3        | 1–1  | —         | 4 ديسمبر  |
| 4 | جوهور دار التعظيم     | 2   | 0 | 0 | 2 | 0    | 0   | 0   | 0    | انسحب     |  | 1 ديسمبر   | 2–1  | 19 نوفمبر | —         |

1. ↑  لم يتمكن جوهور دار التعظيم من السفر إلى قطر لإستكمال مشواره في المسابقة بسبب قيود السفر التي فُرضت بسبب جائحة فيروس كورونا في ماليزيا بعد أن رفضت الحكومة الماليزية السماح للفريق بالسفر، ليُعتبر جوهور دار التعظيم منسحبًا من المنافسة وبذلك فجميع المباريات السابقة التي لعبها الفريق تعتبر لاغية وغير محتسبة ولن تؤخذ في الاعتبار عند تحديد الترتيب النهائي للمجموعة.[18]

| فيسيل كوبه                                                                           | Voided (5–1)             | نادي جوهر دار التعظيم   |
| ------------------------------------------------------------------------------------ | ------------------------ | ----------------------- |
| - كيجيرو أوغوا 13'، 58'، 72' - كيوكو فوروهاشي 28' - ديانفريس دوغلاس تشاغاس ماتوس 65' | Live Report Stats Report | - صفوي رشيد 27' (ركلة.) |

| سوون سامسونغ بلووينغز | 0–1                      | فيسيل كوبه           |
| --------------------- | ------------------------ | -------------------- |
|                       | Live Report Stats Report | - كيوكو فوروهاشي 90' |

| نادي جوهر دار التعظيم                        | Voided (2–1)             | سوون سامسونغ بلووينغز |
| -------------------------------------------- | ------------------------ | --------------------- |
| - غونزالو كابريرا 13' (ركلة.) - ماوريسيو 73' | Live Report Stats Report | - تيري أنتونيس 51'    |

| نادي جوهر دار التعظيم | Cancelled                | غوانغجو إفرغراند تاوباو |
| --------------------- | ------------------------ | ----------------------- |
|                       | Live Report Stats Report |                         |

| سوون سامسونغ بلووينغز | 0–0                      | غوانغجو إفرغراند تاوباو |
| --------------------- | ------------------------ | ----------------------- |
|                       | Live Report Stats Report |                         |

| غوانغجو إفرغراند تاوباو     | 1–3                      | فيسيل كوبه                                                                   |
| --------------------------- | ------------------------ | ---------------------------------------------------------------------------- |
| - كيوكو فوروهاشي 55' (ه.ذ.) | Live Report Stats Report | - كيوكو فوروهاشي 44' - ديانفريس دوغلاس تشاغاس ماتوس 74' - أندريس إنييستا 84' |

| سوون سامسونغ بلووينغز | Cancelled                | نادي جوهر دار التعظيم |
| --------------------- | ------------------------ | --------------------- |
|                       | Live Report Stats Report |                       |

| فيسيل كوبه | 0–2                      | غوانغجو إفرغراند تاوباو             |
| ---------- | ------------------------ | ----------------------------------- |
|            | Live Report Stats Report | - تاليسكا 17' (ركلة.) - إلكيسون 36' |

| غوانغجو إفرغراند تاوباو | 1–1                      | سوون سامسونغ بلووينغز |
| ----------------------- | ------------------------ | --------------------- |
| - وي شيهاو 72'          | Live Report Stats Report | - Lim Sang-hyub 53'   |

| نادي جوهر دار التعظيم | Cancelled                | فيسيل كوبه |
| --------------------- | ------------------------ | ---------- |
|                       | Live Report Stats Report |            |

| غوانغجو إفرغراند تاوباو | Cancelled                | نادي جوهر دار التعظيم |
| ----------------------- | ------------------------ | --------------------- |
|                         | Live Report Stats Report |                       |

| فيسيل كوبه | 0–2                      | سوون سامسونغ بلووينغز                        |
| ---------- | ------------------------ | -------------------------------------------- |
|            | Live Report Stats Report | - كيم غون-هي 49' - Lim Sang-hyub 68' (ركلة.) |

### المجموعة H
| م | الفريق              | لعب | ف | ت | خ | أ.له | أ.ع | أ.ف | نقاط | التأهل    |     | يوكوهاما | شانغهاي | جونبك | سيدني |
| - | ------------------- | --- | - | - | - | ---- | --- | --- | ---- | --------- | --- | -------- | ------- | ----- | ----- |
| 1 | يوكوهاما مارينوس    | 6   | 4 | 1 | 1 | 13   | 5   | +8  | 13   | دور الـ16 |     | —        | 1–2     | 4–1   | 4–0   |
| 2 | شانغهاي إس آي بي جي | 6   | 3 | 0 | 3 | 6    | 10  | −4  | 9    | دور الـ16 |     | 0–1      | —       | 0–2   | 0–4   |
| 3 | جونبك هيونداي       | 6   | 2 | 1 | 3 | 8    | 10  | −2  | 7    |           |     | 1–2      | 1–2     | —     | 1–0   |
| 4 | سيدني               | 6   | 1 | 2 | 3 | 8    | 10  | −2  | 5    |           | 1–1 | 1–2      | 2–2     | —     |       |

| جونبك هيونداي موتورز | 1–2                      | يوكوهاما إف مارينوس                |
| -------------------- | ------------------------ | ---------------------------------- |
| - تشو غو سونغ 80'    | Live Report Stats Report | - Endo 32' - كيم جين سو 37' (ه.ذ.) |

| يوكوهاما إف مارينوس                               | 4–0                      | سيدني إف سي |
| ------------------------------------------------- | ------------------------ | ----------- |
| - آدو أوناإو 12'، 51' - تروهيتو ناكاغاوا 31'، 33' | Live Report Stats Report |             |

| سيدني إف سي                                     | 2–2                      | جونبك هيونداي موتورز                      |
| ----------------------------------------------- | ------------------------ | ----------------------------------------- |
| - ترين بوهاغيار 56' - آدم لو فوندري 77' (ركلة.) | Live Report Stats Report | - لوك براتان 50' (ه.ذ.) - Han Kyo-won 89' |

| سيدني إف سي        | 1–2                      | نادي شانغهاي إس آي بي جي |
| ------------------ | ------------------------ | ------------------------ |
| - ترين بوهاغيار 8' | Live Report Stats Report | - لي شينغلونغ 63'، 79'   |

| جونبك هيونداي موتورز               | 1–2                      | نادي شانغهاي إس آي بي جي           |
| ---------------------------------- | ------------------------ | ---------------------------------- |
| - غوستافو هنريكي دا سيلفا سوزا 24' | Live Report Stats Report | - لو ونجيون 11' - Hulk 82' (ركلة.) |

| جونبك هيونداي موتورز | 1–0                      | سيدني إف سي |
| -------------------- | ------------------------ | ----------- |
| - Na Seong-eun 44'   | Live Report Stats Report |             |

| نادي شانغهاي إس آي بي جي | 0–1                      | يوكوهاما إف مارينوس |
| ------------------------ | ------------------------ | ------------------- |
|                          | Live Report Stats Report | - جون أمانو 90'     |

| يوكوهاما إف مارينوس | 1–2                      | نادي شانغهاي إس آي بي جي                     |
| ------------------- | ------------------------ | -------------------------------------------- |
| - آدو أوناإو 21'    | Live Report Stats Report | - كاي هويكانغ 14' - ريكاردو لوبيز بيريرا 55' |

| يوكوهاما إف مارينوس                                                                         | 4–1                      | جونبك هيونداي موتورز                       |
| ------------------------------------------------------------------------------------------- | ------------------------ | ------------------------------------------ |
| - تيراتون بونماتان 17' - ماركوس جونيور 51' - تروهيتو ناكاغاوا 71' - سونغ بوم كون 83' (ه.ذ.) | Live Report Stats Report | - غوستافو هنريكي دا سيلفا سوزا 54' (ركلة.) |

| نادي شانغهاي إس آي بي جي | 0–4                      | سيدني إف سي                                                    |
| ------------------------ | ------------------------ | -------------------------------------------------------------- |
|                          | Live Report Stats Report | - ألكس ويلكينسون 28' - لوك براتان 33' - ترين بوهاغيار 57'، 60' |

| نادي شانغهاي إس آي بي جي | 0–2                      | جونبك هيونداي موتورز           |
| ------------------------ | ------------------------ | ------------------------------ |
|                          | Live Report Stats Report | - تشو غو سونغ 16'، 32' (ركلة.) |

| سيدني إف سي         | 1–1                      | يوكوهاما إف مارينوس |
| ------------------- | ------------------------ | ------------------- |
| - ترين بوهاغيار 29' | Live Report Stats Report | - يوكي سانيتو 18'   |

## ملاحظة
1. 1 2 3 4 5 6 7 8 9 10  
تلقى اتحاد إيران لكرة القدم خطابًا من الاتحاد الآسيوي لكرة القدم في 17 يناير 2020 يعلن أنه لن يُسمح للفرق الإيرانية باستضافة مبارياتها على أرضها في بلادها بسبب أزمة الخليج العربي 2019-20.[5][6] أعلنت أربعة فرق في دوري أبطال آسيا من إيران يوم 18 يناير 2020 أنها ستنسحب من البطولة إذا لم يتم رفع الحظر.[7][8] أعلن الاتحاد الآسيوي لكرة القدم في 23 يناير 2020 أن أي مباريات في دور المجموعات كان من المفترض أن تستضيفها الفرق الإيرانية في أيام المباريات 1 و 2 و 3 سيتم تبديلها مع المباريات المقابلة خارج الديار لإتاحة الوقت لإعادة تقييم المخاوف الأمنية في البلاد.[9][10][11]
2. 1 2  نادي الشرطة يلعبون على أرضهم في ملعب فرانسو حريري ، أربيل ، بدلاً من ملعبهم المعتاد ملعب الشعب الدولي، بغداد.
3. 1 2  تُلعب المباريات بين فرق من إيران والمملكة العربية السعودية في ملاعب محايدة بسبب تدهور العلاقات الإيرانية السعودية.
4. 1 2 3 4 5 6 7 8 9 10 11 12 13 14 15  The AFC announced on 29 January 2020 that the group stage matches which Chinese teams were supposed to host on matchdays 1, 2, and 3 would be switched with the corresponding away matches due to the جائحة فيروس كورونا في الصين القارية 2019–20.[13][14] Later, the order of matches between Beijing FC and Melbourne Victory, Guangzhou Evergrande and Vissel Kobe, and Shanghai SIPG and Yokohama F. Marinos, were switched from the revised schedule.[15]
5. 1 2  Due to the جائحة فيروس كورونا في كوريا الجنوبية 2020, the order of matches between Ulsan Hyundai and Perth Glory was switched.[16][17]

## روابط خارجية
- ، و- AFC.com